# Matthew Josephson
Matthew Josephson (15 de febrero de 1899 - 13 de marzo de 1978) fue un periodista estadounidense, autor de obras sobre literatura francesa del siglo XIX e historia política y comercial estadounidense de finales del siglo XIX y principios del XX. Josephson popularizó el término "barón ladrón". 

## Semblanza
Josephson nació en Brooklyn, Nueva York, el 15 de febrero de 1899, hijo de Julius y de Sara (Kasindorf) Josephson, de origen judío. Su padre era originario de Iasi, Rumania y su madre de Rostov del Don, Rusia. Julius Josephson fue un impresor que se convirtió en presidente de un banco antes de su muerte en 1925.
Matthew Josephson se graduó en la Universidad de Columbia y se casó con Hannah Geffen en 1920. La pareja vivió en Europa en la década de 1920. Su esposa, escritora y bibliotecaria de la Academia Americana de las Artes y las Letras, trabajó en estrecha colaboración con su marido en diversos proyectos a lo largo de sus carreras. En 1945, Hannah editó con Malcolm Cowley la obra titulada Aragon, Poeta de la Resistencia. Matthew y Hannah Josephson colaboraron en Al Smith: el Héroe de las Ciudades en 1969. Tuvieron dos hijos, Eric y Carl.
Inicialmente, Josephson escribió poesía, publicada en Galimathias (1923), y una serie de reportajes para varias "pequeñas revistas". Se convirtió en editor asociado de Broom: An International Magazine of the Arts (1922-24) y en editor colaborador de Transition (1928-29). También fue colaborador habitual de The New Republic, The Nation, The New Yorker y del Saturday Evening Post. 
Las primeras biografías de Josephson fueron Zola y su tiempo (1928) y Jean-Jacques Rousseau (1932). Influido por Charles A. Beard y la Depresión, y con solo una gran excepción, Stendhal: o la búsqueda de la felicidad (1946), Josephson cambió su foco de interés de la literatura a la historia económica cuando publicó The Robber Barons en 1934. Este libro fue seguido por más trabajos completos, en los que sirvió como portavoz de los intelectuales de su generación que no estaban satisfechos con el statu quo social y político. 
Josephson escribió dos memorias, La vida entre los surrealistas (1962) e Infiel en el templo (1967). Murió el 13 de marzo de 1978 en el Hospital Comunitario de Santa Cruz, California.

## Legado
Los documentos recopilados de Josephson se encuentran en la Colección de Literatura Americana de Yale, en la Biblioteca Beinecke de Libros y Manuscritos  Raros de la Universidad de Yale. 

## Publicaciones
- Galimathias (1923)
- Zola and His Time (1928, biografía)
- Portrait of the Artist as American (1930)
- Jean-Jacques Rousseau (1932, biografía)
- Nazi Culture: The Brown Darkness Over Germany, John Day (1933)
- The Robber Barons: The Great American Capitalists Archivado el 2 de mayo de 2019 en Wayback Machine. (1934)
- The Politicos (1938, ensayo)
- The President Makers: The Culture of Politics and Leadership in an Age of Enlightenment 1896-1919 (1940)
- Victor Hugo (1942, biografía)
- Empire of the Air: Juan Trippe and the Struggle for World Airways (1943)
- Stendhal (1946, biografía)
- Sidney Hillman (1952, biografía)
- Edison (1959, biografía)
- Life Among the Surrealists (1962, memorias)
- Infidel in the Temple: a memoir of the 1930s (1967, memorias)
- The Money Lords, The Great Finance Capitalists, 1925-1950 (1972, no ficción)
- Al Smith: Hero of the Cities; a Political Portrait Drawing on the Papers of Frances Perkins (1969)
- Union House Union Bar: The History of the Hotel & Restaurant Employees and Bartenders International Union, AFL-CIO (1956, nonfiction)